# 外樣大名
外樣大名是日本江戶時代的大名分類之一。
外樣大名是在忠誠度和親密度上與德川家關係最不密切的大名，單純的地方諸侯，只有管理自身領地的權力，沒有參與幕府政治的權力，且受到幕府的嚴密監控，如加賀藩的前田氏、薩摩藩的島津氏、仙台藩的伊達氏。

## 主要外樣大名
- 前田家（加賀藩）
- 島津家（薩摩藩）
- 伊達家（仙台藩、宇和島藩）
- 毛利家（長州藩）
- 山内家（土佐藩）
- 藤堂家（津藩、今治藩）
- 淺野家（廣島藩、赤穂藩）
- 上杉家（米澤藩）
- 佐竹家（秋田藩）
- 細川家（肥後藩、中津藩、小倉藩）
- 池田家（岡山藩、鳥取藩、姫路藩）
- 鍋島家（佐賀藩）
- 黑田家（福岡藩、秋月藩、直方藩）
- 森家（津山藩、赤穂藩、西江原藩、三日月藩）
- 津輕家（弘前藩、黒石藩）
- 松前家（松前藩）
- 蜂須賀家（徳島藩）
- 關家（日语：関氏）（新見藩）
- 仙石家（日语：仙石氏）（出石藩、上田藩）
- 小出家（日语：小出氏）（岸和田藩、園部藩、出石藩）
- 京極家（豊岡藩、丸龜藩、龍野藩、多度津藩）
- 福島家（日语：福島氏）（廣島藩、高井野藩（日语：高井野藩））
- 加藤家（肥後藩）
- 有馬家（日语：攝津有馬氏）（久留米藩）
- 南部家（盛岡藩）
- 大村家（日语：大村氏）（大村藩）
- 龜井家（日语：龜井氏）（津和野藩）
- 杉原家（日语：杉原氏）（豐岡藩）
- 真田家（上田藩）
- 松浦家（日语：松浦氏）（平戶藩）
- 伊東家（日语：伊東氏）（飫肥藩、岡田藩）
- 宗家（對馬藩）
- 北条家（狹山藩、岩富藩（日语：岩富藩））
- 織田家（柏原藩、天童藩）

## 関連項目
- 外様
- 親藩
- 譜代大名
- 準譜代大名